# Lars Petter Nordhaug
Lars Petter Nordhaug (født 14. maj 1984 i Tønsberg) er en norsk forhenværende professionel cykelrytter.
Allerede i perioden 2010-2012 kørte han for britiske Team Sky, for hvilket han i 2012 vandt en af karrierens største løb, da han kom først over målstregen i World Tour-løbet Grand Prix Cycliste de Montréal. 2013-2014 kørte han for Belkin Pro Cycling, inden han i 2015 vendte tilbage til Team Sky.